# Ruidoso (Nuevo México)
Ruidoso es una villa ubicada en el condado de Lincoln en el estado estadounidense de Nuevo México. En el Censo de 2010 tenía una población de 8029 habitantes y una densidad poblacional de 192,06 personas por km².

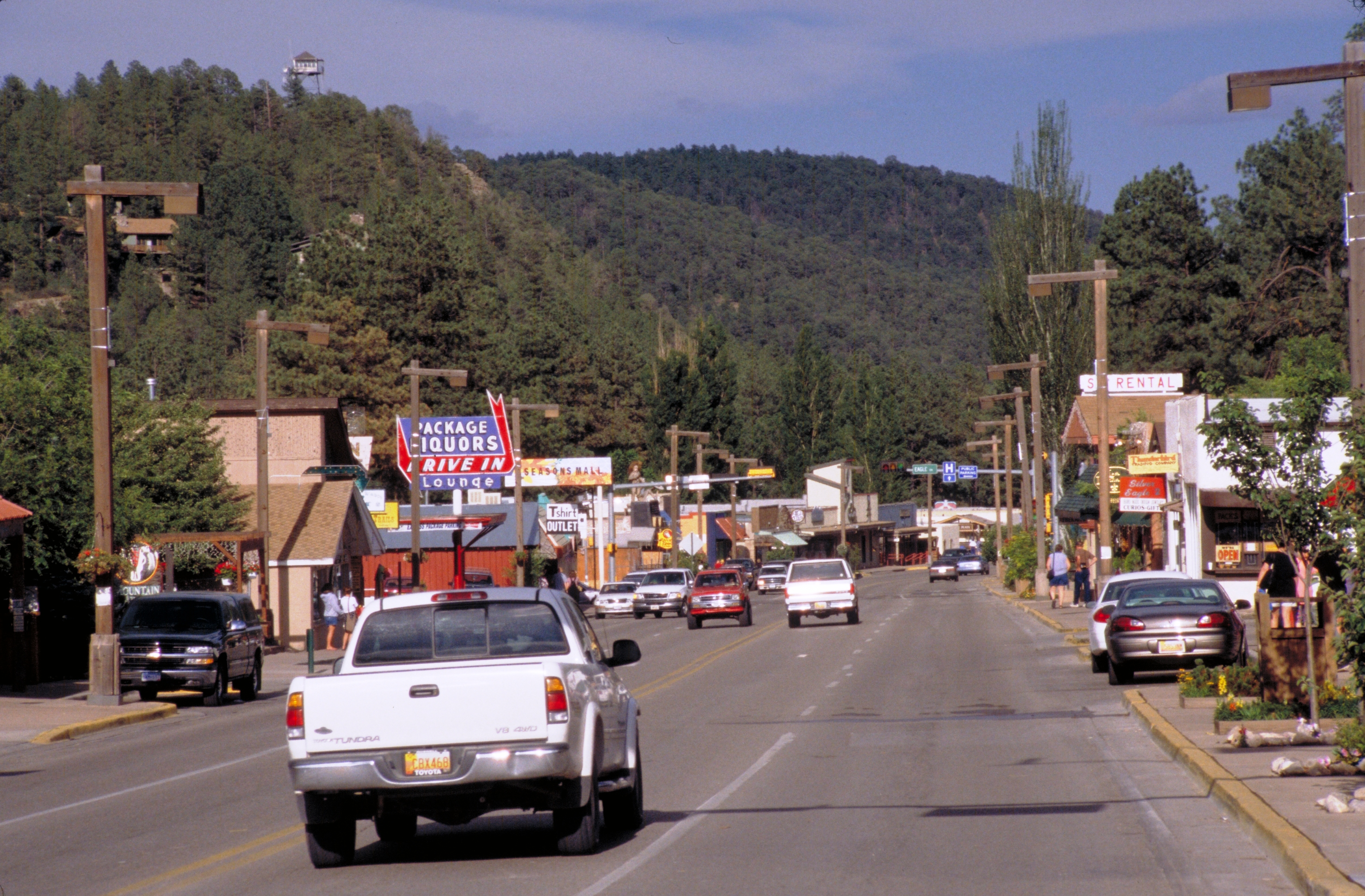
Ruidoso, Nuevo México.

Es un centro turístico de montaña, Ruidoso se encuentra en la agreste cadena montañosa de Sierra Blanca, región sur-central de Nuevo México, donde se une con las montañas de Sacramento, al sur. Ruidoso Resort es una comunidad en rápido crecimiento debido al paisaje alpino de la región, la pista de carreras de Ruidoso Downs, y laderas de Ski Apache, la comunidad indígena Apache Mescalero es la propietaria de la estación de esquí en los 12.000 pies (3.700 m), en la montaña de Sierra Blanca. La tribu también opera la Posada de la estación de Dioses de la Montaña en la zona, que incluye un casino, hotel y campo de golf. Ruidoso es la comunidad más grande en el condado de Lincoln y sirve como centro económico regional.

## Geografía
Ruidoso se encuentra ubicada en las coordenadas 33°20′45″N 105°40′5″O / 33.34583, -105.66806. Según la Oficina del Censo de los Estados Unidos, Ruidoso tiene una superficie total de 41.8 km², de la cual 41.76 km² corresponden a tierra firme y (0.12%) 0.05 km² es agua.

## Demografía
Según el censo de 2010, había 8029 personas residiendo en Ruidoso. La densidad de población era de 192,06 hab./km². De los 8029 habitantes, Ruidoso estaba compuesto por el 85.91% blancos, el 0.4% eran afroamericanos, el 3% eran amerindios, el 0.57% eran asiáticos, el 0.04% eran isleños del Pacífico, el 7.7% eran de otras razas y el 2.38% pertenecían a dos o más razas. Del total de la población el 27.1% eran hispanos o latinos de cualquier raza.